# اسکلت در گنجه
اسکلت در گنجه یا اسکلت در کمد (انگلیسی: Skeleton in the closet) یک عبارت و اصطلاح عامیانه محاوره‌ای انگلیسی است که برای توصیف یک واقعیت نامعلوم در مورد گذشتۀ کسی استفاده می‌شود که اگر فاش شود، به آبروی آن فرد آسیب می‌رساند. معادل‌های نزدیک به این اصطلاح انگلیسی در زبان فارسی «اسرارِ مگو»، «رسوایی مستور» و «اسرار ناگفتنی» است.

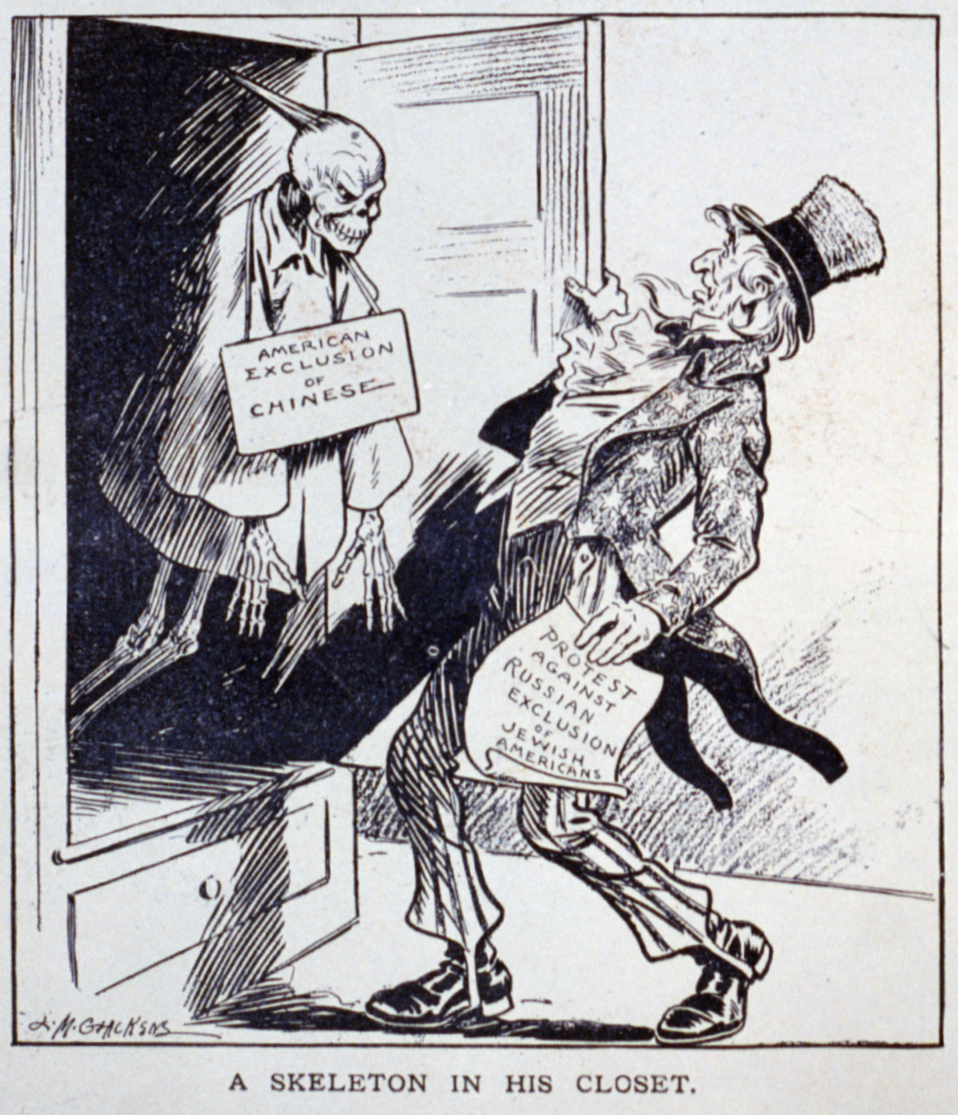
یک کاریکاتور سیاسی از کاریکاتوریست در انتقاد از دولت ایالات متحده (که در اینجا به عنوان عمو سام به تصویر کشیده شده‌است) در اعتراض به محرومیت یهودیان در روسیه در حالی که مهاجرت چین را در داخل کشور مستثنی می‌کند.

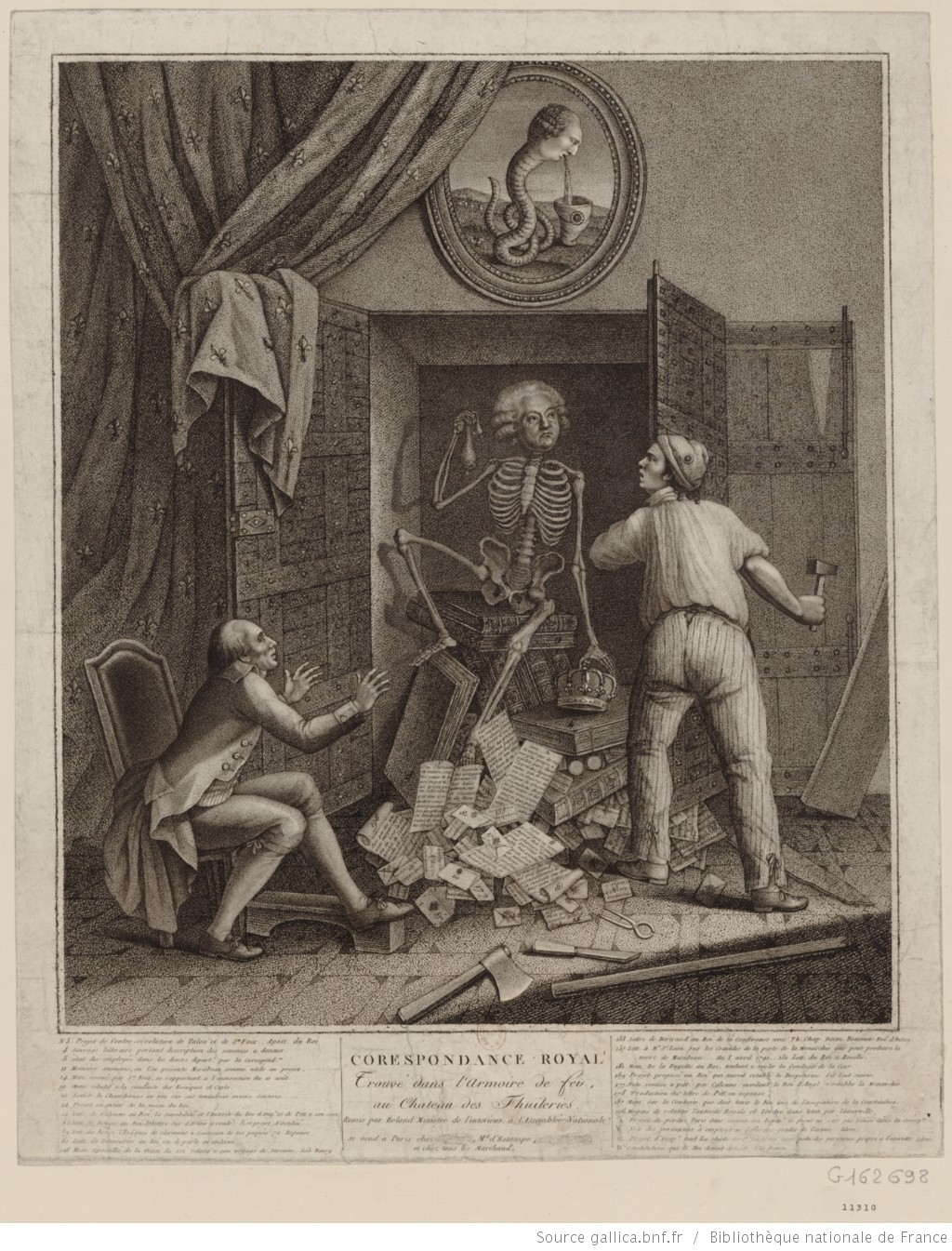
بیرون آمدن اسکلت از گنجه، اینجا اسکلت میرابو که از کمد مخفی پادشاه فرانسه لوئی شانزدهم در سال ۱۷۹۲ بیرون می‌آید.